# كارلوس رومو
كارلوس رومو (بالإسبانية: Carlos Romo)‏ هو سباح مكسيكي، ولد في 27 أكتوبر 1966.

## روابط خارجية
- كارلوس رومو على موقع الاتحاد الدولي للسباحة (الإنجليزية)
- كارلوس رومو على موقع أوليمبيديا (الإنجليزية)